# Orosz–török háború (1676–81)
Az orosz-török háború vagy czehryni (csihirini) hadjárat Oroszország és az Oszmán Birodalom háborúja, melynek fő hadszíntere Ukrajna volt. A törökök célja az 1667-ben kettéválasztott Ukrajna elfoglalása volt, amelyben a krími tatárok és a zaporozsjei kozákok is támogatták.
A korábban Lengyelországhoz tartozó Ukrajnát hosszú háborúskodás után az oroszok és a lengyelek kettéosztották 1667-ben, az andrusowói egyezményben. a Dnyeper folyása szerint a bal oldalon levő ukrán területek, a fővárossal Kijevvel orosz uralom alá kerültek. Ezt hívták Balparti Ukrajnának. A másik, a Jobbparti Ukrajna maradt a lengyel király kezében. De a kozákok nem tettek le arról, hogy egész Ukrajnát az orosz cár alá vessék, s tették mindezt hibásan, mert az oroszok sokkal kegyetlenebbül kizsákmányolták a parasztságot, mint a lengyelek és később hozzáláttak a kozák autonómia megnyirbálásához.

Az ország mindkét felén rendszeresek voltak a kozák- és parasztlázadások, melyek gyakran tatárokat hívtak segítségül.
A kozákok hetmanja Petro Dorosenko egykor még a lengyel király pártján állt, de aztán átállt a török szultán oldalára, akinek felajánlotta, hogy Ukrajnát török uralom alá veti. Ezért IV. Mehmed szultán és Köprülü Ahmed pasa, nagyvezír a kandiai háború végeztével sereggel indult a lengyel és az orosz Ukrajna meghódítására. Azonban a lengyelek két döntő ütközetben (1673, 1675) vereséget mértek a törökökre, akikkel békét kötöttek. De Kara Musztafa pasa, az új nagyvezír, aki később Bécset is megostromolta, nem tett le arról, hogy Ukrajnát megszerzi. Épp ezért a háborút az oroszok ellen folytatta.
Dorosenko hetmanhoz a korábbi háborúban sem állt minden kozák, többen a lengyel király hűségén maradva harcoltak a törökök ellen. Dorosenko, amikor 1676-ban Csihirinben (Czehryn) lázadást robbantott ki, mindössze 12 000 kozák csatlakozott hozzá. Bár bízott abban, hogy a török-tatár sereg hamar megérkezik,  de nem tudta magát sokáig tartani a többszörös túlerőben levő orosz-ukrán csapatokkal szemben, akiket a cár által kinevezett Ivan Szamojlovics kozák hetman és Grigorij Romodanovszkij vezetett. Dorosenko tehát megadta magát nekik.
A hetman kudarca ellenére a szultán és a nagyvezír nem adta fel és elindította az offenzívát. IV. Mehmed Bohdan Hmelnickij egykori kozák hetman fiát, Jurij Hmelnickijt nevezte ki Ukrajna élére és nagy sereget küldött a Krímbe.
1677 júliusában közel 120 000 fős török sereg Ibrahim pasa vezérletével betört Ukrajnába, de Szamojlovics erői visszavonulásra kényszerítették.

1678 júliusában Musztafa nagyvezír állt az oszmán erők élére. Sereg kb. 120 000 törököt és 70-80 000 tatárt számlált. Vele szemben az orosz-ukrán-kozák csapatok kb. 120 000 főt tettek ki.

A nagyvezírnek sikerült elfoglalni Csihirint, majd több csatában megverte az oroszokat. Az útjába kerülő ukrán várakat rendre elfoglalta és több esetben lerombolta, míg végül csaknem egész Ukrajnát uralma alá hajtotta.

Az évekig tartó harcokban a törökök súlyos veszteségeket szenvedtek és az oroszok és az ukránok csüggedni nem akaró ellenállása miatt nem tudták volna sokáig tartani a területeket.

Musztafa úgy határozott, hogy visszavonul és feladja minden eddigi hódítását.
1681. január 3-án a Bahcsiszerájban megkötötték a békét, amely érintetlenül hagyta a háború előtti orosz-oszmán határt. A törökök többé nem tervezték Ukrajna meghódítását. Nem sokkal ezután Kara Musztafa felelevenítette a szulejmáni-tervet, Bécs elfoglalását és 1683-ban elindított katasztrófával végződő hadjáratát a Habsburg Birodalom ellen.

Dorosenko rövidesen az orosz cár híve lett és neki köszönhetően Kelet-Ukrajnában az oroszok meg tudták szilárdítani a hatalmukat.

Az ország rendkívül megszenvedte mind a lengyel–török és az öt évig tartó orosz–török háborút. Különösen a tatár betörések voltak azok, amik mérhetetlen pusztítást okoztak, s több mint három évtizede a lázadások és háború folytán állandóak voltak.